# Björn Andersson
Björn Andersson (Perstorp, 1951. július 20. –)  svéd válogatott labdarúgó.

## Pályafutása

### A válogatottban
1972 és 1977 között 28 alkalommal szerepelt a svéd válogatottban és 1 gólt szerzett. Részt vett az 1974-es világbajnokságon.

## Sikerei, díjai
Östers IF
- Svéd bajnok (1): 1978
- Svéd kupa (1): 1977

Bayern München
- BEK-győztes (2): 1974–75, 1975–76
- Interkontinentális kupagyőztes (1): 1976
- UEFA-szuperkupa (1): 1976